# Cinque figli di cane
Cinque figli di cane è un film del 1969 diretto da Alfio Caltabiano.

## Trama
Nell'America del proibizionismo Grim Doel si fa incarcerare di proposito al fine di trovare le persone giuste per preparare un colpo. Riesce ad evadere con quattro detenuti: "l'irlandese", Moncho, il negro Geremia e "l'ingegnere". Li porta nella sede di un'organizzazione per lo spaccio clandestino di alcool dove viene affidato loro il compito di distruggere una distilleria di una gang rivale situata in un'ex convento.

## Divieti
Il film venne distribuito nelle sale italiane col divieto di visione ai minori di 14 anni a causa delle numerose scene di sadismo, di violenza e di erotismo.

## Critica
(Il Messaggero - 08/03/1969)
(Pietro Bianchi - Il Giorno - 23/03/1969)